# Veľké Držkovce
Veľké Držkovce (allemand : Derschkowitz) est un village de Slovaquie situé dans la région de Trenčín.

## Histoire
Première mention écrite du village en 1329.

## Démographie

### Évolution de la population
| Année:               | 1994. | 2004.    | 2014.   | 2024.   |
| -------------------- | ----- | -------- | ------- | ------- |
| Nombre de personnes: | 586   | 670      | 653     | 637     |
| Différence:          |       | +14,33 % | -2,53 % | -2,45 % |

| Année:               | 2023. | 2024.   |
| -------------------- | ----- | ------- |
| Nombre de personnes: | 654   | 637     |
| Différence:          |       | -2,59 % |